# Пирвомай
Пирвома́й (болг. Първомай) — місто в Пловдивській області Болгарії. Адміністративний центр общини Пирвомай.

## Населення
За даними перепису населення 2011 року у місті проживали 13 342 особи.
Національний склад населення міста:
| Національність   | Кількість осіб | Відсоток |
| ---------------- | -------------- | -------- |
| болгари          | 11801          | 92,6%    |
| цигани           | 657            | 5,2%     |
| турки            | 209            | 1,6%     |
| інша             | 13             | 0,1%     |
| не визначились   | 61             | 0,5%     |
| Всього відповіли | 12741          |          |

Розподіл населення за віком у 2011 році:
Динаміка населення: